# Carta Africana dos Direitos Humanos e dos Povos
A Carta Africana dos Direitos Humanos e dos Povos (também conhecida como Carta de Banjul) é um instrumento internacional de direitos humanos que se destina a promover e proteger os direitos humanos e as liberdades fundamentais no continente africano.

## História
Ela surgiu sob a égide da Organização da Unidade Africana – OUA (sucedida pela União Africana – UA, em 2002), que, na sua Conferência dos Chefes de Estado e de Governo de 1979, aprovou uma resolução determinando a criação de uma comissão de especialistas para elaborar um instrumento de direitos humanos de amplitude continental, análogo aos já existentes na Europa (Convenção Europeia dos Direitos Humanos) e nas Américas (Convenção Americana sobre Direitos Humanos). Essa comissão foi devidamente instalada e produziu um projeto que foi então aprovado por unanimidade pela Assembleia da OUA, em 1981.

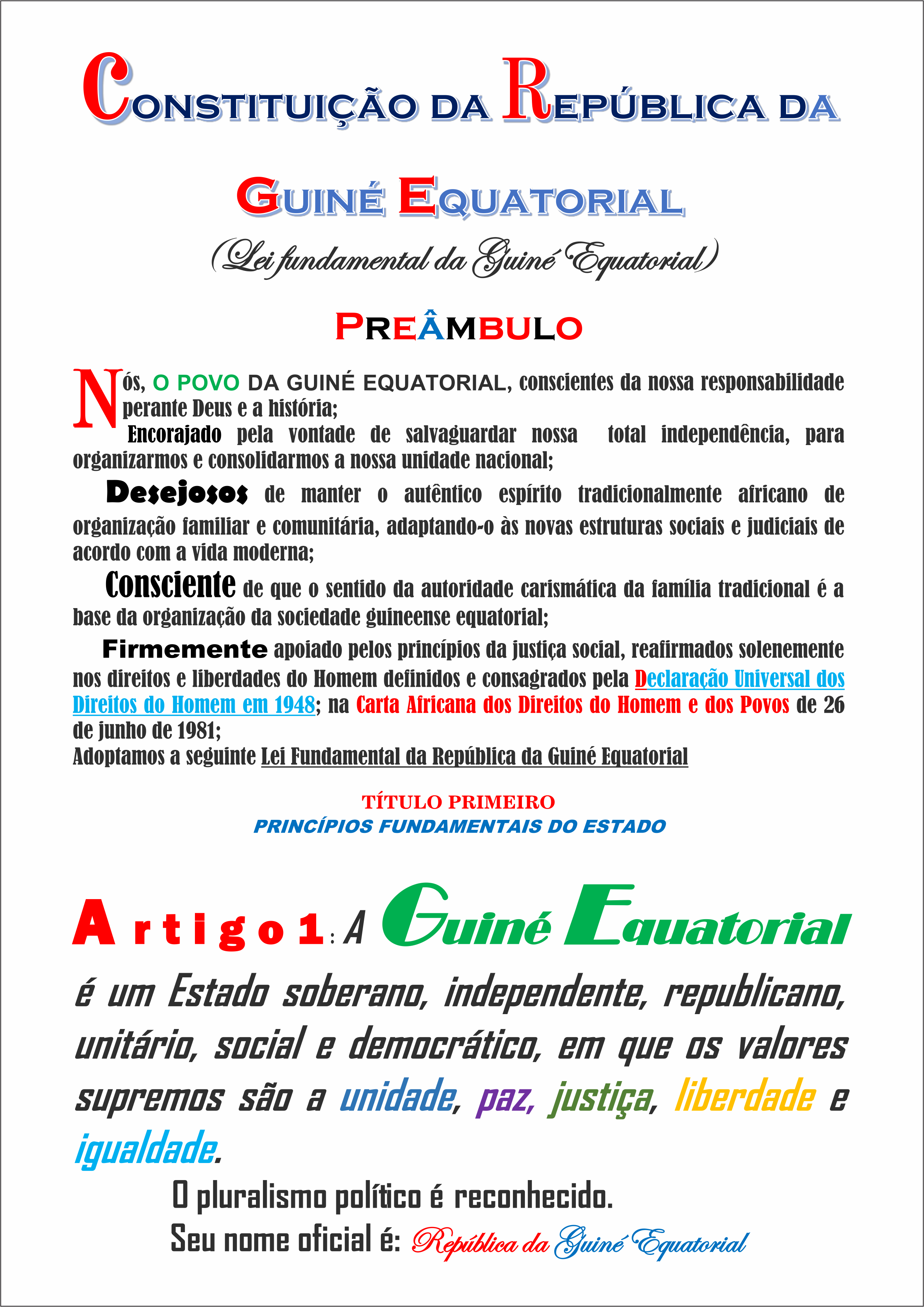
A carta africana é citada no preâmbulo da Constituição da Guiné Equatorial.

Nos termos do Artigo 63º do texto aprovado (segundo o qual ele "entrará em vigor três meses depois da recepção pelo Secretário-Geral dos instrumentos de ratificação ou de adesão da maioria absoluta dos Estados membros da Organização da Unidade Africana"), a Carta Africana dos Direitos Humanos e dos Povos entrou em vigor em 21 de outubro de 1986 – em homenagem a tal data, 21 de outubro foi declarado "Dia Africano dos Direitos Humanos".
A supervisão e interpretação da Carta é tarefa da Comissão Africana dos Direitos Humanos e dos Povos – CADHP, que foi criada em 1987 e está sediada em Banjul, Gâmbia, desde 1989. Um protocolo à Carta foi posteriormente adotado em 1998, segundo o qual ficava prevista a criação de um Tribunal Africano dos Direitos Humanos e dos Povos – TADHP. O protocolo entrou em vigor em 25 de janeiro de 2004, depois que ratificado por mais de 15 países.
Em julho de 2004, a Assembleia da UA decidiu que o TADHP seria incorporada ao Tribunal Africano de Justiça. Em julho de 2005, a Assembleia da UA decidiu que o TADHP teria atividade mesmo que o protocolo que estabelece o Tribunal Africano de Justiça ainda não tivesse entrado em vigor. Assim, na Oitava Sessão Ordinária do Conselho Executivo da União Africana, realizada em Cartum, Sudão, em 22 de janeiro de 2006, foram eleitos os primeiros juízes do TADHP. Ainda está por ser determinada a relação entre a Corte recém-criada e a Comissão.
Considerando o ano de 2016, 53 Estados já ratificaram a Carta. Ela foi ratificada por todos os Estados membros da UA, com a exceção do Sudão do Sul.

## Conteúdo
A Carta Africana dos Direitos Humanos e dos Povos inclui preâmbulo, 3 partes, 4 capítulos e 63 artigos. A Carta seguiu os passos dos sistemas europeu e interamericano, criando um sistema regional de direitos humanos para a África. A Carta compartilha muitas características com outros instrumentos regionais, mas também possui notáveis características únicas em relação às normas que reconhece e também ao seu mecanismo de supervisão.

O compromisso do preâmbulo com a eliminação do sionismo, que compara com o colonialismo e o apartheid, fez com que a África do Sul qualificasse sua adesão de 1996 com a ressalva de que a Carta se alinhasse com as resoluções da ONU "sobre a caracterização do sionismo".